# 944
Năm 944 là một năm trong lịch Julius.

## Mất
- Ngô Quyền ( 吳權), còn được biết đến với tên gọi Tiền Ngô Vương (前吳王) hoặc Ngô Vũ Vương, là vị vua đầu tiên của nhà Ngô trong lịch sử Việt Nam. Năm 938, ông là người lãnh đạo nhân dân đánh bại quân Nam Hán trong trận Bạch Đằng, chính thức kết thúc gần một ngàn năm Bắc thuộc, mở ra một thời kì độc lập lâu dài của Việt Nam. Sau chiến thắng này, ông lên ngôi vua, lập ra nhà Ngô, trị vì từ năm 939 đến năm 944.